# Madrid Open 2022 - Qualificazioni singolare maschile
Le qualificazioni del singolare maschile del Madrid Open 2022 sono un torneo di tennis preliminare per accedere alla fase finale della manifestazione. I vincitori dell'ultimo turno sono entrati di diritto nel tabellone principale. In caso di ritiro di uno o più giocatori aventi diritto a questi sono subentrati i lucky loser, ossia i giocatori che hanno perso nell'ultimo turno ma che avevano una classifica più alta rispetto agli altri partecipanti che avevano comunque perso nel turno finale.

## Teste di serie
1. Ugo Humbert (ultimo turno, lucky loser)
2. Alex Molčan (primo turno)
3. Francisco Cerúndolo (primo turno)
4. Márton Fucsovics (ultimo turno)
5. Mackenzie McDonald (ultimo turno)
6. Federico Coria (ultimo turno)
7. Marcos Giron (primo turno)

1. David Goffin (qualificato)
2. Benoît Paire (qualificato)
3. Lorenzo Musetti (qualificato)
4. Maxime Cressy (qualificato)
5. Adrian Mannarino (primo turno)
6. Kwon Soon-woo (qualificato)
7. Hugo Gaston (primo turno)

## Qualificati
1. Kwon Soon-woo
2. Dušan Lajović
3. Lorenzo Musetti
4. Maxime Cressy

1. Hugo Dellien
2. Benoît Paire
3. David Goffin

### Lucky loser
1. Ugo Humbert

## Tabellone

### Legenda
| - Q = Qualificato - WC = Wild card - LL = Lucky loser | - ALT = Alternate - SE = Special Exempt - PR = Protected Ranking | - w/o = Walkover - r = Ritirato - d = Squalificato |

### Sezione 1
|  | Primo turno | Primo turno    | Primo turno   | Primo turno | Primo turno |  |  | Ultimo turno | Ultimo turno  | Ultimo turno  | Ultimo turno | Ultimo turno |  |
|  |             |                |               |             |             |  |  |              |               |               |              |              |  |
|  | 1           | Ugo Humbert    | Ugo Humbert   | 6           | 6           |  |  |              |               |               |              |              |  |
|  |             | Pablo Andújar  | Pablo Andújar | 4           | 2           |  |  | 1            | Ugo Humbert   | Ugo Humbert   | 64           | 4            |  |
|  | WC          | Shang Juncheng | 7             | 3           | 4           |  |  | 13           | Kwon Soon-woo | Kwon Soon-woo | 7            | 6            |  |
|  | 13          | Kwon Soon-woo  | 5             | 6           | 6           |  |  |              |               |               |              |              |  |

### Sezione 2
|  | Primo turno | Primo turno             | Primo turno             | Primo turno | Primo turno |  |  | Ultimo turno | Ultimo turno            | Ultimo turno            | Ultimo turno | Ultimo turno |  |
|  |             |                         |                         |             |             |  |  |              |                         |                         |              |              |  |
|  | 2           | Alex Molčan             | Alex Molčan             | 5           | 4           |  |  |              |                         |                         |              |              |  |
|  |             | Roberto Carballés Baena | Roberto Carballés Baena | 7           | 6           |  |  |              | Roberto Carballés Baena | Roberto Carballés Baena | 3            | 2            |  |
|  |             | Dušan Lajović           | Dušan Lajović           | 6           | 6           |  |  |              | Dušan Lajović           | Dušan Lajović           | 6            | 6            |  |
|  | 12          | Adrian Mannarino        | Adrian Mannarino        | 4           | 2           |  |  |              |                         |                         |              |              |  |

### Sezione 3
|  | Primo turno | Primo turno          | Primo turno          | Primo turno | Primo turno |  |  | Ultimo turno | Ultimo turno         | Ultimo turno | Ultimo turno | Ultimo turno |  |
|  |             |                      |                      |             |             |  |  |              |                      |              |              |              |  |
|  | 3           | Francisco Cerúndolo  | Francisco Cerúndolo  | 0           | 4           |  |  |              |                      |              |              |              |  |
|  | WC          | Alejandro Moro Cañas | Alejandro Moro Cañas | 6           | 6           |  |  | WC           | Alejandro Moro Cañas | 7            | 5            | 2            |  |
|  |             | Yoshihito Nishioka   | Yoshihito Nishioka   | 5           | 3           |  |  | 10           | Lorenzo Musetti      | 5            | 7            | 6            |  |
|  | 10          | Lorenzo Musetti      | Lorenzo Musetti      | 7           | 6           |  |  |              |                      |              |              |              |  |

### Sezione 4
|  | Primo turno | Primo turno           | Primo turno           | Primo turno | Primo turno |  |  | Ultimo turno | Ultimo turno     | Ultimo turno | Ultimo turno | Ultimo turno |  |
|  |             |                       |                       |             |             |  |  |              |                  |              |              |              |  |
|  | 4           | Márton Fucsovics      | Márton Fucsovics      | 6           | 6           |  |  |              |                  |              |              |              |  |
|  | WC          | Daniel Mérida Aguilar | Daniel Mérida Aguilar | 4           | 3           |  |  | 4            | Márton Fucsovics | 65           | 6            | 6            |  |
|  | WC          | Daniel Rincón         | Daniel Rincón         | 3           | 4           |  |  | 11           | Maxime Cressy    | 7            | 1            | 7            |  |
|  | 11          | Maxime Cressy         | Maxime Cressy         | 6           | 6           |  |  |              |                  |              |              |              |  |

### Sezione 5
|  | Primo turno | Primo turno        | Primo turno  | Primo turno | Primo turno |  |  | Ultimo turno | Ultimo turno       | Ultimo turno       | Ultimo turno | Ultimo turno |  |
|  |             |                    |              |             |             |  |  |              |                    |                    |              |              |  |
|  | 5           | Mackenzie McDonald | 6            | 3           | 6           |  |  |              |                    |                    |              |              |  |
|  |             | João Sousa         | 2            | 6           | 4           |  |  | 5            | Mackenzie McDonald | Mackenzie McDonald | 5            | 1            |  |
|  | Alt         | Hugo Dellien       | Hugo Dellien | 6           | 6           |  |  | Alt          | Hugo Dellien       | Hugo Dellien       | 7            | 6            |  |
|  | 14          | Hugo Gaston        | Hugo Gaston  | 1           | 2           |  |  |              |                    |                    |              |              |  |

### Sezione 6
|  | Primo turno | Primo turno       | Primo turno    | Primo turno | Primo turno |  |  | Ultimo turno | Ultimo turno   | Ultimo turno | Ultimo turno | Ultimo turno |  |
|  |             |                   |                |             |             |  |  |              |                |              |              |              |  |
|  | 6           | Federico Coria    | Federico Coria | 6           | 6           |  |  |              |                |              |              |              |  |
|  |             | Denis Kudla       | Denis Kudla    | 2           | 2           |  |  | 6            | Federico Coria | 7            | 4            | 2            |  |
|  |             | Brandon Nakashima | 0              | 6           | 3           |  |  | 9            | Benoît Paire   | 6            | 6            | 6            |  |
|  | 9           | Benoît Paire      | 6              | 3           | 6           |  |  |              |                |              |              |              |  |

### Sezione 7
|  | Primo turno | Primo turno      | Primo turno      | Primo turno | Primo turno |  |  | Ultimo turno | Ultimo turno     | Ultimo turno     | Ultimo turno | Ultimo turno |  |
|  |             |                  |                  |             |             |  |  |              |                  |                  |              |              |  |
|  | 7           | Marcos Giron     | Marcos Giron     | 3           | 5           |  |  |              |                  |                  |              |              |  |
|  | Alt         | Alejandro Tabilo | Alejandro Tabilo | 6           | 7           |  |  | Alt          | Alejandro Tabilo | Alejandro Tabilo | 4            | 4            |  |
|  |             | Jiří Veselý      | Jiří Veselý      | 3           | 6           |  |  | 8            | David Goffin     | David Goffin     | 6            | 6            |  |
|  | 8           | David Goffin     | David Goffin     | 6           | 7           |  |  |              |                  |                  |              |              |  |